# 筆筒

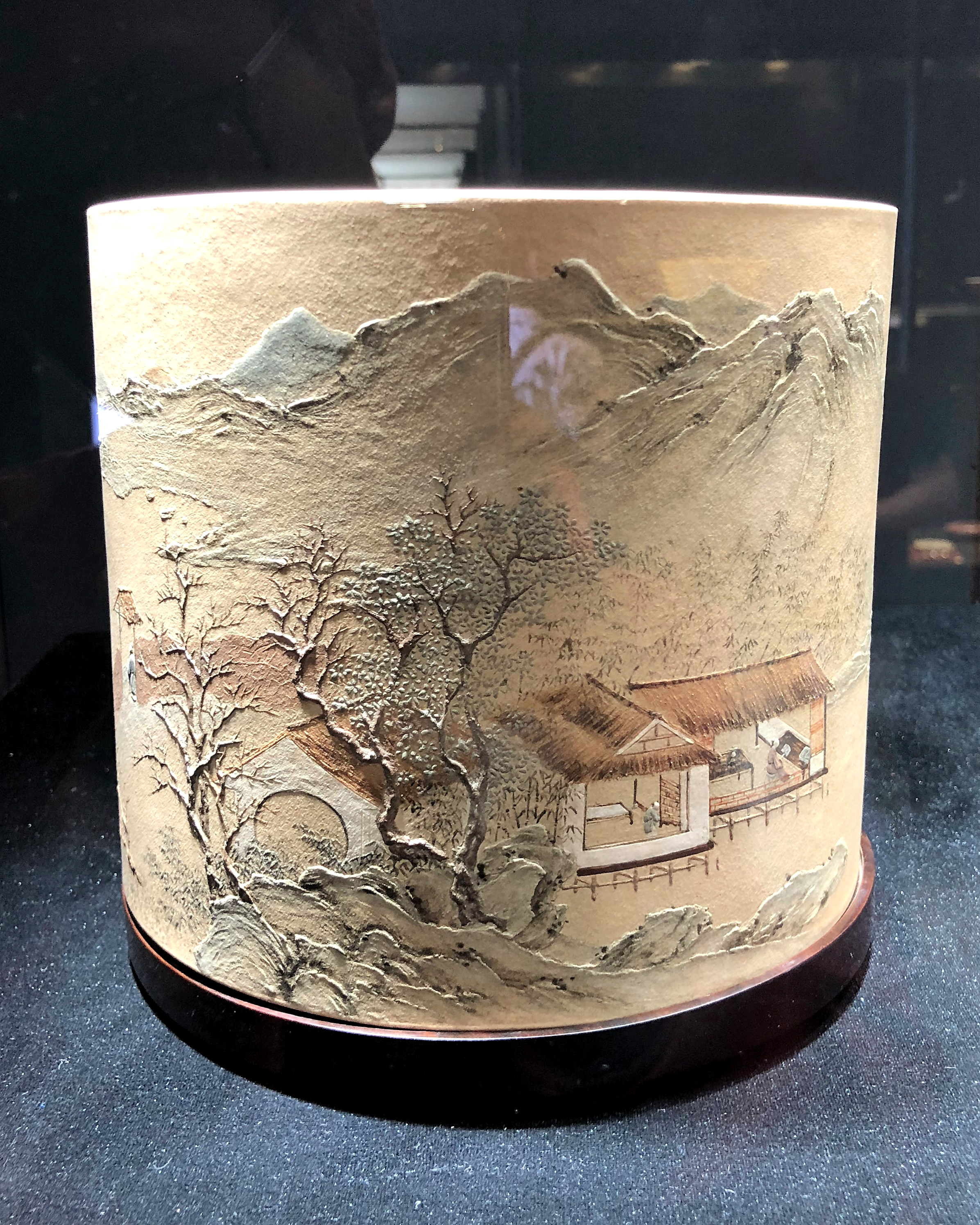
清乾隆，杨季初制堆绘春山读书图紫砂笔筒

筆筒是放置筆或其它長型文具的柱狀容器，有多種形狀與材質。傳統的筆筒以木、石、陶、竹等材料打造。
當筆筒用於收納毛筆、水彩筆等類型的筆時，筆尖應該向上，避免筆毛受損。

## 價值
高品質的中國筆筒可以漲到很高的價格。2012年，一只竹製中國筆筒儘管邊緣有了修補過了痕跡，仍舊賣得了36萬英鎊。
在史金納亞洲藝術品拍賣會上，一件竹製中國筆筒以539500美金的價格賣出，筆筒上刻有山水風景和人物圖像。